# Саут Хил (Њујорк)
Саут Хил (енгл. South Hill) насељено је место без административног статуса у америчкој савезној држави Њујорк.

## Демографија
По попису из 2010. године број становника је 6.673, што је 670 (11,2%) становника више него 2000. године.
| Група             | 2000.         | 2010.         |
| Белци             | 5.456 (90,9%) | 5.661 (84,8%) |
| Афроамериканци    | 145 (2,4%)    | 228 (3,4%)    |
| Азијати           | 106 (1,8%)    | 284 (4,3%)    |
| Хиспаноамериканци | 166 (2,8%)    | 326 (4,9%)    |
| Укупно            | 6.003         | 6.673         |